# Circe invidiosa
Circe Invidiosa è un dipinto a olio su tela eseguito nel 1892 dal pittore britannico John William Waterhouse.
È la seconda delle sue tre rappresentazioni del personaggio mitologico, dopo Circe offre la coppa a Ulisse (1891) e prima di Circe (1911).

## Descrizione
Questo particolare ritratto mitologico si basa su un racconto contenuto ne Le metamorfosi di Ovidio, in cui Circe trasforma la bella ninfa Scilla in un mostro marino solo perché il dio Glauco ha rifiutato le dichiarazioni romantiche dell'incantatrice nella speranza di ottenere l'amore di Scilla. Tale parte del mito è raccontata nel Libro XIV ai versi 56-62:
Si bagna à pena Scilla entro à quel lago,
Lo qual pur dianzi havea la maga infetto,
Che l’iniquo veleno, e ’l verso mago
Comincia à fare il suo crudele effetto.
Quel corpo, c’havea pria si bello, e vago,
Diviene un schivo, e mostruoso obbietto.
E già nel fianco, e nelle basse membra
In ogni parte à Cerbero rassembra.

Traduzione di Giovanni Andrea dell'Anguillara
La versione di Waterhouse mostra Circe in piedi sull'acqua della baia mentre versa un veleno dal colore verde brillante. Sotto i suoi piedi le nuove forme di Scilla (che ora «in ogni parte à Cerbero rassembra») turbinano già nelle gorgoglianti profondità sottostanti: la trasformazione è ben avviata. Tuttavia, né la forma umana di Scilla né quella mostruosa vengono enfatizzate: invece è il potere dello sguardo oscuro di Circe e la gelosia tangibile a governare questa scena, mentre i colori vividi turbinano tutt'intorno alla sua figura.

## Stile

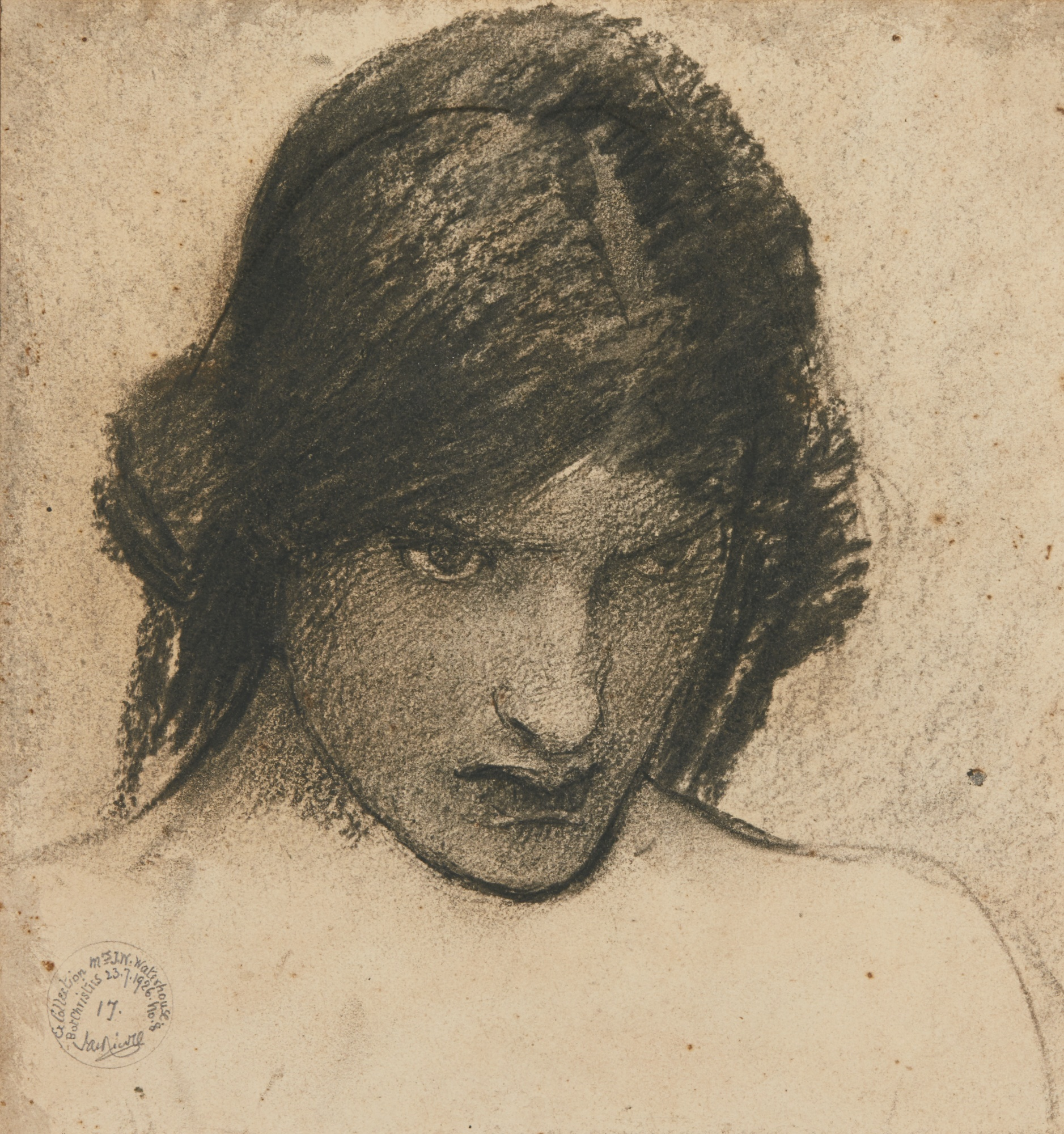
Studio del volto realizzato con carboncino e matita.

John William Waterhouse ha esplorato sia il lato mistico che umano di Circe dipingendola in una varietà di ambientazioni. In quanto artista appartenente al movimento preraffaellita, Waterhouse aveva un forte interesse per la figura femminile, e in Circe Invidiosa ha usato questa sua esperienza per creare una figura che si erge alta e naturale, pur rimanendo attraente da vedere; tuttavia ciò rappresenta un interessante contrasto con la minaccia espressa anche dall'uso di ricche tonalità scure di blu e oro. La minaccia della maga non viene occultata dalla sua bellezza, ma forse è addirittura esaltata. In questo modo il pittore ha presentato un'immagine semplice con molti strati di significato e una visione incrollabile della bellezza e del male.
Anthony Hobson ha descritto il dipinto come «investito di un'aura di minaccia che ha molto a che fare con la potente combinazione di colori, dei verdi profondi e dei blu così ben impiegati». Secondo Gleeson White, tali colori «rassomigliano a vetrate o gioielli». Anche Judith Yarnall ha fatto eco a questa percezione cromatica ravvisando «un'integrità della linea», e sostenendo che se i primi due dipinti della “trilogia” (Circe offre la coppa a Ulisse e Circe Invidiosa) vengono messi in relazione fanno sorgere la domanda: «È una dea o una donna?».
Questo quadro esemplifica la sperimentazione di Waterhouse con l'archetipo della femme fatale, che ha pervaso un'immensa quantità d'arte di fine Ottocento. Chris Woods ha affermato che in questo dipinto Circe diventa una figura tragica: «non può fare a meno di fare ciò che sta facendo, ma comunque se ne pente».